# Benedikt XIV.
Benedikt XIV., vlastním jménem Prospero Lorenzo Lambertini (31. března 1675 Bologna – 3. května 1758 Vatikán) byl papežem mezi roky 1740 až 1758. Jako papež podporoval vzdělání, nebránil se novým vědeckým metodám, byl tolerantní i vůči jiným nekatolickým názorům. Zakázal zobrazování Ducha svatého jako člověka.

## Život
V papežském úřadě byl činný. Zreformoval vzdělání kněží a mnoho papežských institucí. Jedním z nejdůležitějších počinů za jeho pontifikátu je však nejspíše formulace zákonů, shrnutých do dvou bul – Ex quo singulari a Omnium solicitudinum. Buly reagovaly na stížnosti na praktiky zejm. jezuitských misionářů v Číně a Indii. Ti totiž, aby byli ve zcela jiných kulturních podmínkách přijati, povolili konvertitům zachovat některé prastaré občanské rituály neodmyslitelně spjaté s místní kulturou – v Číně šlo např. o úctu ke Konfuciovi či projevy úcty k předkům. Zásadní bylo, že podle misionářů-pionýrů okolo Mattea Ricciho, kteří byli důkladně seznámeni s čínskou kulturou, šlo o ryze občanské, nikoliv náboženské zvyklosti, a nebyly tedy v pražádném rozporu s katolickým křesťanstvím. To se však nepozdávalo později přišedším misionářům františkánským či dominikánským, kteří, jsouce nedostatečně seznámeni s čínskou kulturou, považovali tyto rituály za náboženské a žádali Řím, aby byla těmto praktikám učiněna přítrž. To se se zmíněnými bulami skutečně stalo – a výsledkem byl rapidní úbytek křesťanů především mezi elitami, které dosud křesťanství podporovaly, a krize misií v Číně, které po dalších sto let stěží přežívaly.
Kromě toho vyhlásil v roce 1741 bulu Immensa Pastorum principis proti zotročování a proti otroctví původních obyvatel Ameriky a dalších zemí a v roce 1745 pak encykliku Vix pervenit proti lichvě. Vyňal Koperníkovo dílo z indexu zakázaných knih, v papežském státě zavedl hospodářské reformy, započal průzkum antických památek. V Římě inicioval založení několika významných muzeí.

## Biskupská genealogie
Následující tabulka obsahuje genealogický strom, který ukazuje vztah mezi svěcencem a světitelem – pro každého biskupa na seznamu je předchůdcem jeho světitel, zatímco následovníkem je biskup, kterého vysvětil. Papež Benedikt XIV. patří k linii kardinála Rebiby. Rekonstrukcím a vyhledáním původu v rodové linii ze zabývá historiografická disciplína biskupská genealogie.
1. kardinál Scipione Rebiba
2. kardinál Giulio Antonio Santorio
3. kardinál Girolamo Bernerio, OP
4. arcibiskup Galeazzo Sanvitale
5. kardinál Ludovico Ludovisi
6. kardinál Luigi Caetani
7. kardinál Ulderico Carpegna
8. kardinál Paluzzo Paluzzi Altieri Degli Albertoni
9. papež Benedikt XIII.
10. papež Benedikt XIV.